# 池田勝 (体育学者)
池田 勝（いけだ まさる、1940年4月2日 - 2000年10月27日）は、日本の体育学者。大阪体育大学教授。
専門はスポーツ社会学、体育経営管理学、スポーツ政策学。

## 略歴
兵庫県生まれ。1970年3月、東京大学大学院教育学研究科博士課程満期退学。
1972年、イリノイ大学大学院レジャー研究科研究員。大阪体育大学助教授、筑波大学助教授、鹿屋体育大学教授を経て、1992年より大阪体育大学教授。
文部科学省のスポーツ関係の各種審議会委員などを歴任。日本スポーツクラブ協会理事、笹川スポーツ財団理事。生涯にわたって多くの弟子を育てる。

## 主な役職
- 公益財団法人 笹川スポーツ財団

理事（1997/4/1 - 2000/11/14）
評議員（1991/4/1 - 1997/3/31）
- 日本ホースシューズ協会 - 理事長
- 日本レジャー・レクリエーション学会 - 理事
- 日本スポーツクラブ協会 - 理事

## 著書等

### 著書
- 池田勝・師岡文男（1983）.『ゲートボールのすすめ クロッケーからゲートボールへ 』. ベースボール・マガジン社
- 池田勝・高野透（1984）.『クロッケーのすすめ』. ベースボール・マガジン社
- 池田勝・西野仁・永吉宏英 編著（1987）.『レクリエーション活動の実際』. 杏林書院
- 池田勝・永吉宏英・西野仁・原田宗彦 共著（1989）.『レクリエーションの基礎理論』. 杏林書院
- 江橋慎四郎・池田勝（1990）.『レクリエーションハンドブック』. 国土社
- 池田勝・守能信次 編（1998）.『スポーツの社会学』. 杏林書院, 講座・スポーツ社会科学（1）
- 池田勝・守能信次 編（1999）.『スポーツの経済学』. 杏林書院，講座・スポーツ社会科学（2）
- 池田勝・守能信次 編（1999）.『スポーツの経営学』. 杏林書院，講座・スポーツ社会科学（3）
- 池田勝・守能信次 編（2000）.『スポーツの政治学』. 杏林書院，講座・スポーツ社会科学（4）
- 池田勝 編著（2003）.『生涯スポーツの 社会経済学』. 杏林書院

### 訳書
- セレステ・ウルリッチ著, 池田勝 訳（1975）.『体育社会学』. ベースボール・マガジン社
- ライナー・マートンズ著, 池田勝 訳（1979）.『スポーツ・個人・社会−身体活動の社会心理学』. ベースボール・マガジン社，身体の科学シリーズ〈5〉
- アメリカ大統領体力スポーツ審議会編著, 池田勝 訳（1984）.『フィットネス・プログラム 現代人のための健康づくり』. ぎょうせい
- ロドニー コラム・レスリー モーブレー著, 国柄后子・池田勝 訳（1993）.『エアロビック・エクササイズ・ガイド』. ベースボールマガジン社

## 学術論文・連載記事等
- 池田勝(1964)「キャンプファイヤーハンドブック」『サムサム会資料第3集』
- 池田勝(1965)「レクリエーション意識に関する研究」『体育学研究』10巻,1号,pp126
- 池田勝(1970)「学卒者の余暇生活の分析」『体育学研究』14巻,5号,pp50
- 池田勝(1970)「社会体育の計画と方法」『体育科学事典』pp507
- 池田勝(1972)「アメリカにおけるレクリエーション文献情報検索システム」『体育の科学』22巻,12号,pp807-810
- 池田勝(1973)「余暇行動および心理的決定要因の分析」『大阪体育大学気紀要』5巻,pp1-13
- 池田勝(1973)「アメリカにおけるレクリエーション行政」『少年補導』18巻,5号pp84-89
- 池田勝(1974)「東ドイツの体育・スポーツ」『健康と体力』6巻,12号,pp66-67
- 池田勝(1974)「アメリカ国民の体力に関する世論調査」『体育の科学』24巻,3号,pp204-207
- 池田勝(1974)「レジャーの心理」『ブレーン別冊』pp152-155
- 池田勝(1974)「体操教室参加婦人の身体意識とその効果に関する調査研究」『大阪体育大学紀要』6巻,pp1-14
- 池田勝(1975)「生活時間調査によるレジャーの測定」『大阪体育大学紀要』7巻,pp1-5
- 池田勝(1975)「地域社会とレクリエーション」『現代レクリエーション百科』pp20-31
- 池田勝(1975)「職場とレクリエーション」『現代レクリエーション百科』pp32-40
- 池田勝(1975)「学校とレクリエーション」『現代レクリエーション百科」pp41-49
- 池田勝(1975)「レクリエーション指導」『現代レクリエーション百科』pp50-57
- 池田勝(1975)「レクリエーション関係団体及び行事」『現代レクリエーション百科』pp58-65
- 池田勝(1975)「スポーツ球技」『現代レクリエーション百科』pp141-147
- 池田勝(1975)「刺激のための闘い」『少年補導』233号,pp24-28
- 池田勝(1975)「大学の野外教育に果たす役割」『体育の科学』25巻,6号,pp382-385
- 池田勝(1976)「国立公園と自然保護」『研究社』2巻,pp290-316
- 池田勝(1976)「新しい総合スポーツランドつま恋」『体育の科学』26巻,2号,pp117-120
- 池田勝(1976)「勤労青少年のスポーツ実施を規定する要因の分析」『日本体育学会第27回大会号』pp112-113
- 池田勝(1977)「余暇と体力に関する研究」『国民体力研究』pp277-295
- 池田勝(1977)「諸外国のスポーツ行政」『生涯スポーツ』pp566-591
- 池田勝(1977)「運動不足感を規定する生活環境因子の分析」『日本体育学会第28回大会号』pp159
- 池田勝(1978)「アメリカの体力つくり運動」『学校体育』31巻,8号,pp72-75
- 池田勝(1978)「国際余暇研究会議報告」『体育の科学』28巻,12号,pp916-919
- 池田勝(1978)「精神的ストレスの解消と身体運動」『体育の科学』28巻４、7号,pp463-465
- 池田勝(1978)「予備校生の生活状況と体力に関する調査研究」『筑波大学体育科学系紀要』1巻,pp37-44
- 池田勝(1979)「プールで健康づくり」『月刊体育施設』No100, pp35-41
- 池田勝(1979)「プールで健康づくりPART2」『月刊体育施設』No101, pp48-56
- 池田勝(1979)「健康づくりはビッグ・ビジネス」『月刊体育施設』No98, pp113-120
- 池田勝(1979)「身障者のフィットネスコース」『月刊体育施設』No104 , pp92-94
- 池田勝(1979)「米国で注目を集める学校・コミュニティセンター」『月刊体育施設』No99, pp92-97
- 池田勝(1979)「スポーツの社会科　最近の研究の動向と問題点」『体育の科学』29巻,8号,pp577-581
- 池田勝(1979)「全社一丸になっての健康な会社づくり」『みんなのスポーツ』1巻7号
- 池田勝(1979)「国際余暇研究会議とスポーツ」『体育科教育』27巻,1号,pp48-49
- 池田勝(1979)「体育スポーツ指導者に対する地域住民の認知度に関する調査研究」『筑波大学体育科学系紀要』2巻,pp15-21
- 池田勝(1980)「高齢者のスポーツとその指導」『健康と体力』12巻,2号,pp22-24
- 池田勝(1981)「海外のスポーツ施設事情 エアロビクスセンター」『月刊体育施設』No125, pp42-45
- 池田勝(1981)「海外のスポーツ施設事情(2) ザ・ヒューストニアン・フィットネスセンター」『月刊体育施設』No126, pp121-125
- 池田勝(1981)「新展開を迎える企業内フィットネス運動 職場における健康づくり運動の動向と課題」『月刊体育施設』No127, pp12-16
- 池田勝(1981)「編集長インタビュー」『月間ランナーズ』6巻,8号
- 池田勝(1981)「USオリンピック・トレーニングセンターを訪れて」『指導者のためのスポーツジャーナル』43号,pp2-6
- 池田勝(1981)「1980年代の職場体育の動向と課題」『体育の科学』31巻,3号,pp180-183
- 池田勝(1981)「スポーツ活動に連邦政府が強い関心を」『みんなのスポーツ』3巻,8号,pp24-25
- 池田勝(1982)「米キンバリー・クラーク社のヘルスサービスセンター」『月刊体育施設』No131, pp60-64
- 池田勝(1982)「欧米諸国における中高年の健康づくりの動向」『公衆衛生』46巻,4号,pp232-239
- 池田勝(1983)「Birth Order Childrens Socialization into Sport」『INTERNATIONAL REVIEW SPORT SOCIOLOGY』3号,18巻,pp70-90
- 池田勝(1983)「企業内健康づくり施設内の設置基準」『月刊体育施設』No145, pp87-91
- 池田勝(1983)「これからのみんなのスポーツ」『体育科教育』巻数,号数不明,pp13-15
- 池田勝(1983)「欧米諸国における健康づくり政策の動向」『体育の科学』33号,10号,pp750-753
- 池田勝(1984)「若者のフィットネス・フィーバー」『学校体育』37巻,9号,pp66-67
- 池田勝(1984)「体育・スポーツ活動の経済的価値」『月刊体育施設』No155, pp14-19
- 池田勝(1984)「これからの社会体育指導者像」『月刊体育施設』No156, pp73-90
- 池田勝(1984)「関連団体のエネルギーを結集し社会的地位確立を」『月刊体育施設』No158, pp78-99
- 池田勝(1984)「ザ・ヒューストニアン　ニュータイプのフィットネスセンター」『体育の科学』34巻,5号,pp341-343
- 池田勝(1984)「スポーツ人口の動向」『体育の科学』34巻,10号,pp728-731
- 池田勝(1985)「国際スポーツ科学シンポジウム報告」『体育の科学』35巻,4号,pp336-339
- 池田勝(1985)「高齢者の健康づくり」『月間国立競技場』321号,pp8-10
- 池田勝(1985)「第3回アジア太平洋オセアニア・スポーツ協議会報告」『体育の科学』35巻,12号,pp961-963
- 池田勝(1986)「子どものスポーツの社会的変遷」『医学書院』19巻,6号,pp912-927
- 池田勝(1986)「鹿屋体育大学におけるスポーツ科学文献情報システム開発による基礎研究」『鹿屋体育大学研究紀要』pp77-84
- 池田勝(1986)「職場スポーツと健康・体力つくり」『体育科教育』巻数,号数不明,pp66-68
- 池田勝(1986)「健康づくりの経済的研究」『体育の科学』36巻,3号,pp172-176
- 池田勝(1986)「現代社会における健康づくりの生活設計」『日本体育学会第37回大会号』pp536
- 池田勝(1986)「フィットネス指導者の資格認定をめぐって」『みんなのスポーツ』8巻,4号,pp8-9
- 池田勝(1987)「スポーツ・フォア・オール情報普及の国際的動向」『指導者のためのスポーツジャーナル』pp6-9
- 池田勝(1987)「スポーツ情報システムの動向」『体育の科学』37巻,7号,pp494-499
- 池田勝(1988)「クロッケー」『月刊体育施設』No208, pp25-25
- 池田勝(1988)「海外スポーツ施設シリーズ(1)米編　これぞ企業フィットネスのモデル」『月刊体育施設』No208, pp92-95
- 池田勝(1988)「海外スポーツ施設シリーズ(2)米編　ユニークなプログラム展開」『月刊体育施設』No210, pp78-81
- 池田勝(1988)「海外スポーツ施設シリーズ(3)米編　企業フィットネスのパイオニア」『月刊体育施設』No212, pp84-87
- 池田勝(1988)「海外スポーツ施設シリーズ(4)米編　ペプシコ社の彫刻庭園とフィットネスセンター」『月刊体育施設』No214, pp28-31
- 池田勝(1989)「諸外国の生涯スポーツ政策 21世紀へ向けてのシナリオ』『Leisure＆Recreation』第2号,pp38-45
- 池田勝(1989)「2000年に向けてのアメリカの健康づくり運動」『体育の科学』39巻,1号,pp65-69
- 池田勝(1989)「海外スポーツ施設シリーズ(5)米編　アマスポーツのメッカに威容」『月刊体育施設』No216, pp52-55
- 池田勝(1989)「海外スポーツ施設シリーズ(6)米編　目をひくスケールの大きさ」『月刊体育施設』No218, pp90-93
- 池田勝(1989)「海外スポーツ施設シリーズ(7)米編　フィットネス・マインドをしっかり身に付けて卒業」『月刊体育施設』No220, pp106-109
- 池田勝(1989)「トレーニングルーム＆健康体力相談室　ターゲットに応じて分化する」『月刊体育施設』No222 ,pp50-53
- 池田勝(1989)「海外スポーツ施設シリーズ(8)米編　自然歩道の全国ネットワーク」『月刊体育施設』No225, pp50-53
- 池田勝(1989)「鹿屋体育大学調査 高齢者スポーツの指導プログラム開発に関する研究」『月刊体育施設』No226 ,pp76-79
- 池田勝(1989)「海外スポーツ施設シリーズ(9)米編　これが海の向こうのベスト10」『月刊体育施設』No226, pp116-119
- 池田勝(1989)「アメリカの体育事情①」『健康と体力』21巻,10号,pp74-75
- 池田勝(1989)「アメリカの体育事情②」『健康と体力』21巻,11号,pp74-75
- 池田勝(1990)「外国に見るスポーツ振興方策」『学校体育』43巻,1号,pp29-31
- 池田勝(1990)「海外スポーツ施設シリーズ(10)米編 シンシナティ市のリバーサイド・パーク」『月刊体育施設』No228, pp60-64
- 池田勝(1990)「海外指導者事情 フィットネス先進国・アメリカでは…(1)」『月刊体育施設』No230, pp130-132
- 池田勝(1990)「海外指導者事情 フィットネス先進国・アメリカでは…(2)」『月刊体育施設』No231, pp130-132
- 池田勝(1990)「海外指導者事情 フィットネス先進国・アメリカでは…(3)」『月刊体育施設』No232, pp130-132
- 池田勝(1990)「海外指導者事情 フィットネス先進国・アメリカでは…(4)」『月刊体育施設』No233, pp120-122
- 池田勝(1990)「海外指導者事情 フィットネス先進国・アメリカでは…(5)」『月刊体育施設』No234, pp98-99
- 池田勝(1990)「海外スポーツ施設シリーズ(13)米編 ウィートン市の総合スイミング施設」『月刊体育施設』No235, pp86-89
- 池田勝(1990)「海外指導者事情 健康づくり運動推進国・カナダでは…(1)」『月刊体育施設』No235, pp128-130
- 池田勝(1990)「特集 北米施設 見て聞いて学んだ12日 ハードもソフトも“ビッグ”だった!!--本社主催「北米スポーツ施設＆リゾート開発事情視察研修ツアー」を終えて 実りある成果持ち帰って (2)」『月刊体育施設』No236, pp9-11
- 池田勝(1990)「海外スポーツ施設シリーズ(14)米編 ウエストミンスター市のレクリエーション・センター」『月刊体育施設』No236, pp74-77
- 池田勝(1990)「海外指導者事情 健康づくり運動推進国・カナダでは…(2)」『月刊体育施設』No236, pp102-104
- 池田勝(1990)「海外指導者事情 “みんなんのスポーツ運動”のオーストラリアでは…」『月刊体育施設』No237, pp90-92
- 池田勝(1990)「海外スポーツ施設シリーズ(15)米編 アリゾナ州に全米1のファミリー・スポーツクラブ」『月刊体育施設』No238, pp54-57
- 池田勝(1990)「海外指導者事情 近代スポーツ発祥の国イギリスでは…」『月刊体育施設』No238, pp86-88
- 池田勝(1990)「海外指導者事情 “生涯スポーツ指導者の資質向上に関する国際シンポジウム”を終えて」『月刊体育施設』No239, pp118-120
- 池田勝(1990)「アメリカにおけるフィットネス運動の動向」『体力つくり情報』7巻,2号,pp29-33
- 池田勝(1990)「企業フィットネスのすすめ方」『労働衛生』369号,pp21-26
- 池田勝(1991)「スポーツの経済と市場」『JJ.SPORTS.SCI』pp266-271
- 池田勝(1991)「海外スポーツ施設シリーズ(16)米編 フロリダ・パームビーチのPGAシエラ―トン・リゾート」『月刊体育施設』240号,pp60-63
- 池田勝(1991)「弊社主催第1回SPORTS FORUM ディスカッション 集約出来るところからみんなでまとめていこう」『月刊体育施設』No240, pp21-29
- 池田勝(1991)「有資格者を専任職員として配置するフィットネスセンターにマル適マーク」『月刊体育施設』No241, pp94-96
- 池田勝(1991)「海外スポーツ施設シリーズ(17)米編 ノースカロライナ州立大学の室内ロック・クライミング施設」『月刊体育施設』No242, pp53-55
- 池田勝(1991)「指導者養成を展望する 海外指導者事情」『月刊体育施設』No242,  pp114-116
- 池田勝(1991)「法的規制で指導者の地位が評価されるように」『月刊体育施設』No243, pp52-56
- 池田勝(1991)「日本の指導者資格制度の現状と課題」『コーチング・クリニック』　5巻,9号,pp6-9
- 池田勝(1991)「生涯スポーツ指導者の資質向上に関する国際シンポジウム」『コーチングクリニック』巻数,号数,pp不明
- 池田勝(1991)「生涯スポーツ指導者の資質向上に関する国際シンポジウムから」『指導者のためのスポーツジャーナル』137号,pp7-8
- 池田勝(1991)「各国の生涯スポーツ政策の動向」『体協時報』453号,pp6-9
- 池田勝(1991)　「生涯スポーツを通じての青少年の体力向上」『体協時報』　454号,pp18-21
- 池田勝(1991)「ヘルシー・ピープル2000」『体協時報』　455号,pp221-23
- 池田勝(1991)「国際チャレンジ・デーの提唱」『体協時報』　456号,pp9-12
- 池田勝(1991)「学校スポーツの振興」『体協時報』　457号,pp9-13
- 池田勝(1991)「スポーツ指導者の養成制度　イギリス」『体協時報』　458号,pp13-16
- 池田勝(1991)「スポーツ指導者の養成制度　カナダ」『体協時報』　459号,pp53-56
- 池田勝(1991)「ヨーロッパのスポーツクラブ」『体協時報』　460号,pp4-7
- 池田勝(1991)「企業フィットネスの経済的効果」『日本バイオメカニクス学会』巻数,号数不明,pp266-270
- 池田勝(1991)「生涯スポーツの国際動向　コミュニティ・オリンピックの実現に向かって」『みんなのスポーツ』13巻,10号,pp8-9
- 池田勝(1992)「高齢者スポーツプログラムの開発」『PTジャーナル』26巻,4号,pp235-239
- 池田勝(1992)「フィットネスの理論」『コーチング・クリニック』　6巻,4号,pp40-44
- 池田勝(1992)「スポーツくじなどによるスポーツ振興財源の確保」『コーチングクリニック』6巻,6号,pp20-24
- 池田勝(1992)「体力テスト」『コーチング・クリニック』　6巻,6号,pp26-29
- 池田勝(1992)「ヨーロッパ諸国の動向」『コーチング・クリニック』　6巻,6号,pp30-34
- 池田勝(1992)「エアロビック・エクササイズクラスの構成その①」『コーチング・クリニック』6巻,7号,pp26-32
- 池田勝(1992)「エアロビック・エクササイズクラスの構成その②」『コーチング・クリニック』6巻,9号,pp63-67
- 池田勝(1992)「エアロビック・エクササイズの体力への貢献」『コーチング・クリニック』6巻,11号,pp63-65
- 池田勝(1992)「生涯スポーツ指導者の資質向上に関する国際シンポジウム」『コーチング・クリニック』6巻,12号,pp不明
- 池田勝(1992)「注意すべき運動」『コーチング・クリニック』6巻,12号,pp26-30
- 池田勝(1992)「小児とスポーツの関わり 現状の問題点」『小児内科』24巻,4号,pp9－12
- 池田勝(1992)「21世紀に向けた競技スポーツのあり方」『スポーツと健康』巻数,号数不明,pp12-16
- 池田勝(1992)「生涯スポーツの経済的意義」『体協時報』　461号,pp6-7
- 池田勝(1992)「国際スポーツ・フォー・オール連盟の活動」『体協時報』　463号,pp3-7
- 池田勝(1993)「ヨーロッパ諸国のスポーツ構造①」『体協時報』　474号,pp5-13
- 池田勝(1993)「ヨーロッパ諸国のスポーツ構造②」『体協時報』　475号,pp22-27
- 池田勝(1993)「ヨーロッパ諸国のスポーツ構造③」『体協時報』　476号,pp25-28
- 池田勝(1993)「ヨーロッパ諸国のスポーツ構造④」『体協時報』　477号,pp3-9

- 池田勝(1993)「ヨーロッパ諸国のスポーツ構造⑤」『体協時報』　478号,pp19-23

- 池田勝(1993)「ヨーロッパ諸国のスポーツ構造⑥」『体協時報』　479号,pp33-37

- 池田勝(1993)「ヨーロッパ諸国のスポーツ構造⑦」『体協時報』　480号,pp9-13

- 池田勝(1993)「ヨーロッパ諸国のスポーツ構造⑧」『体協時報』　481号,pp9-13

- 池田勝(1993)「ヨーロッパ諸国のスポーツ構造⑨」『体協時報』　482号,pp25-29

- 池田勝(1993)「ヨーロッパ諸国のスポーツ構造⑩」『体協時報』　483号,pp5-9

- 池田勝(1993)「ヨーロッパ諸国のスポーツ構造⑪」『体協時報』　484号,pp9-10

- 池田勝(1993)「スポーツ人口の国際比較に関する研究」『日本体育学会第44回大会号』pp135

- 池田勝(1994)「ヨーロッパ諸国のスポーツ構造⑫」『体協時報』　485号,pp11-13

- 池田勝(1994)「ヨーロッパ諸国のスポーツ構造⑬」『体協時報』　486号,pp7-13

- 池田勝(1994)「ヨーロッパ諸国のスポーツ構造⑭」『体協時報』　487号,pp5-8

- 池田勝(1995)「スポーツシステムを考える」『コーチングクリニック』5巻,9号,pp5-8

- 池田勝(1995)「オーストラリアのスポーツシステム」『コーチングクリニック』5巻,9号,pp9-11

- 池田勝(1995)「スポーツシステムを考える」『誌名不明』pp6-11

- 池田勝(1996)「新ヨーロッパ・スポーツ憲章に学ぼう」『体育科教育』44巻,13号,pp36-38

- 池田勝(1996)「ハーリンガム・クラブ　クラブには伝統とステイタスがある」『みんなのスポーツ』巻数,号数不明,pp46-47

- 池田勝(1996)「ヨーロッパの地域スポーツクラブの実態」『みんなのスポーツ』巻数,号数不明,pp40-41

- 池田勝(1996)「地域からの盛り上げ必要」『日本経済新聞』

- 池田勝(1997)「第141回国会参議院文教委員会会議記録3号」第6部

- 池田勝(1997)「諸外国における地域の競技力向上強化拠点の実態』『スポーツと健康』巻数,号数不明,pp34-36

- 池田勝(1997)「スポーツ振興の資金に必要」『日本教育新聞』

- 池田勝(1998)「第142回国会衆議院文教委員会議録第9号」第1類,6号

- 池田勝(1998)「スポーツ政策研究の国際動向」『体育学研究』43巻,5・6号,pp225-233

- 池田勝(1999)「王を抱いて、磨ざれば　大学スポーツへの提言」『大阪体育大学コーチング係櫂3号』

- 池田勝(1999)「TPOに応じて使いこなすスポーツ科学」『私大蛍雪』43号

- 池田勝(1999)「競技力向上のためのスポーツ情報ネットワーク・システム」『スポーツと健康』31巻,6号,pp7-10

- 池田勝(1999)「市民スポーツ論」『毎日新聞』

- 池田勝(不明)「アメリカのコミュニティ・スクールと学校開放」『みんなのスポーツ』巻数,号数不明,pp28-29

- 池田勝(不明)「米国で注目集める学校・コミュニティセンター」『誌名不明』巻数,号数不明,pp92-97

- 池田勝(不明)「TPOに応じて使いこなすスポーツ科学』『誌名不明』

- 池田勝(不明)「どう取り組む企業の健康づくり運動」『誌名不明』巻数,号数不明,pp24-37

- 池田勝(不明)「最近のヨーロッパにおける国民健康運動の動向」『誌名不明』巻数,号数不明,pp13-16